# Tervola kyrkoby
Tervola kyrkoby är en tätort (finska: taajama) och centralorten i Tervola kommun i landskapet Lappland i Finland.
Tervola ligger på den östra sidan av Kemi älv. Bebyggelsen på andra sidan älven har av Statistikcentralen begränsats till en tätort benämnd Ahola.

## Källor

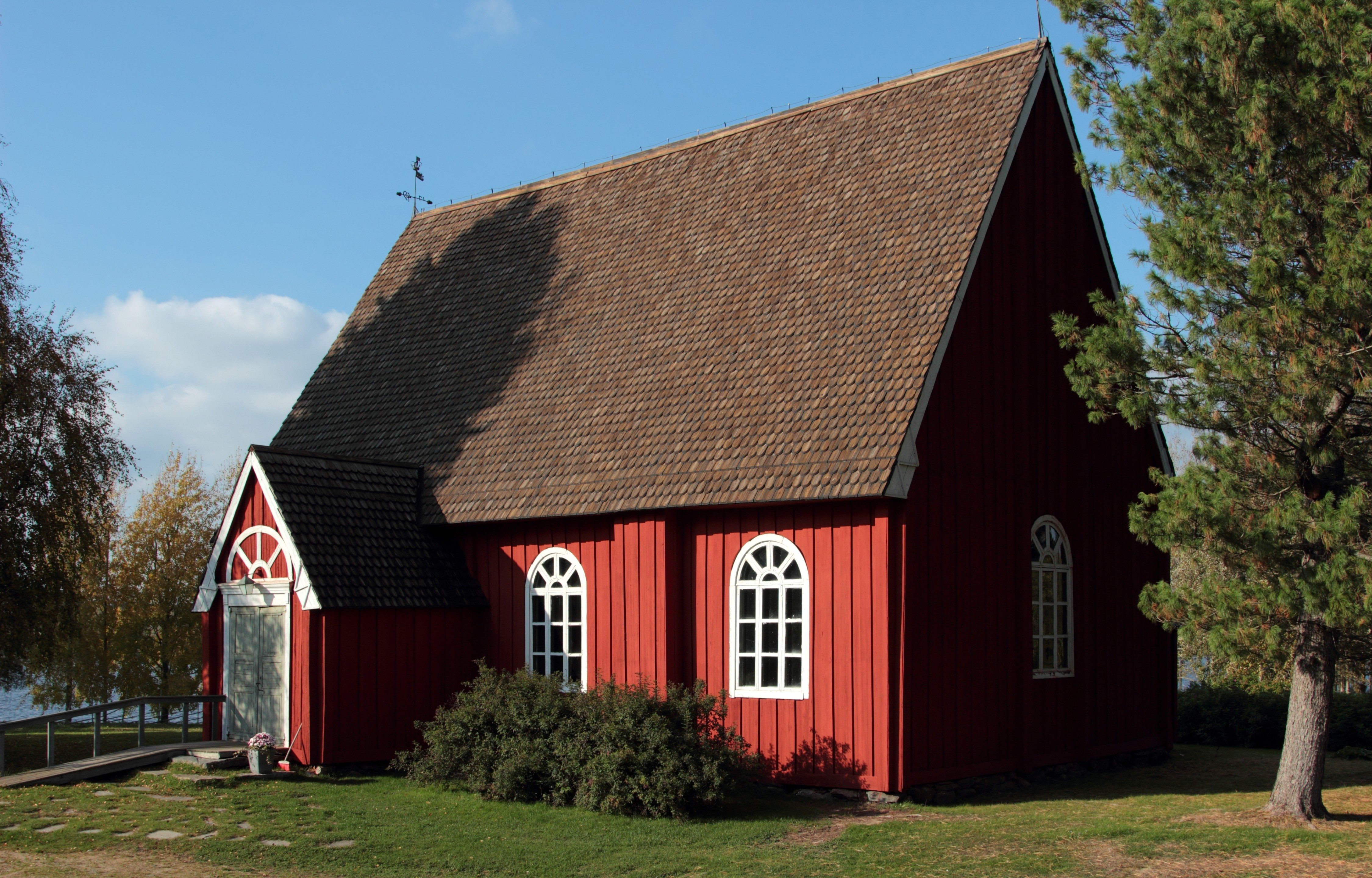
Tervola gamla kyrka.

## Befolkningsutveckling
| Befolkningsutvecklingen i Tervola kyrkoby 1960–2012 | Befolkningsutvecklingen i Tervola kyrkoby 1960–2012 | Befolkningsutvecklingen i Tervola kyrkoby 1960–2012 | Befolkningsutvecklingen i Tervola kyrkoby 1960–2012 | Befolkningsutvecklingen i Tervola kyrkoby 1960–2012 |
| --------------------------------------------------- | --------------------------------------------------- | --------------------------------------------------- | --------------------------------------------------- | --------------------------------------------------- |
|                                                     |                                                     |                                                     |                                                     |                                                     |
| År                                                  |                                                     |                                                     | Folkmängd                                           | Landareal (km²)                                     |
| 1960                                                | 1960                                                |                                                     | 686                                                 | 2,85                                                |
| 1970                                                | 1970                                                |                                                     | 842                                                 | 2,85                                                |
| 1980                                                | 1980                                                |                                                     | 1 002                                               | 2,8                                                 |
| 2012                                                | 2012                                                |                                                     | 1 105                                               | 3,17                                                |